# منتخب بنما لكرة القدم للسيدات
منتخب بنما الوطني لكرة القدم للسيدات (بالإسبانية: Selección femenina de fútbol de Panamá)‏ هو ممثل بنما الرسمي في المنافسات الدولية في كرة القدم للسيدات.

## وصلات خارجية
- الموقع الرسمي